# Campeonato Mundial de Atletismo Júnior de 2014 - 110 m com barreiras masculino
A prova dos 110 metros com barreiras masculino do Campeonato Mundial de Atletismo Júnior de 2014 ocorreu entre os dias 22 e 24 de julho em Eugene, nos Estados Unidos. 

## Recordes
Antes desta competição, os recordes mundiais e do campeonato nesta prova eram os seguintes:
|     | Nome                  | Nacionalidade  | Tempo | Local         | Data                |
| --- | --------------------- | -------------- | ----- | ------------- | ------------------- |
| WJR | Wayne Davis           | Estados Unidos | 13.08 | Port of Spain | 31 de julho de 2009 |
| CR  | Yordan Luis O'Farrill | Cuba           | 13.18 | Barcelona     | 12 de julho de 2012 |

Os seguintes recordes mundiais ou do campeonato foram estabelecidos durante esta competição: 
| Data        | Evento | Nome            | Nacionalidade | Tempo | Notas |
| ----------- | ------ | --------------- | ------------- | ----- | ----- |
| 24 de julho | Final  | Wilhem Belocian | França        | 12.99 | WJR   |

## Medalhistas
| Ouro                  | Prata             | Bronze               |
| Wilhem Belocian (FRA) | Tyler Mason (JAM) | David Omoregie (GBR) |

## Cronograma
Todos os horários são locais (UTC-7).
| Data        | Hora  | Evento        |
| ----------- | ----- | ------------- |
| 22 de julho | 11:00 | Eliminatórias |
| 23 de julho | 17:35 | Semifinal     |
| 24 de julho | 19:35 | Final         |

## Resultados

### Eliminatórias
Qualificação: Os 3 primeiros de cada bateria (Q) e os 3 tempos mais rápidos (q). 
| Posição | Bateria | Raia | Atleta                  | Nacionalidade      | Tempo | Notas           |
| ------- | ------- | ---- | ----------------------- | ------------------ | ----- | --------------- |
| 1       | 6       | 2    | David Omoregie          | Reino Unido        | 13.24 | Q               |
| 2       | 4       | 4    | Wilhem Belocian         | França             | 13.40 | Q               |
| 3       | 5       | 3    | Tyler Mason             | Jamaica            | 13.46 | Q               |
| 4       | 2       | 7    | Theophile Viltz         | Estados Unidos     | 13.59 | Q               |
| 5       | 3       | 6    | Nick Anderson           | Estados Unidos     | 13.61 | Q               |
| 6       | 1       | 5    | Benjamin Sédécias       | França             | 13.62 | Q               |
| 7       | 1       | 8    | Roger Iribarne          | Cuba               | 13.63 | Q               |
| 8       | 2       | 1    | Patrick Elger           | Alemanha           | 13.64 | Q               |
| 9       | 2       | 8    | Welington Zaza          | Libéria            | 13.66 | Q,              |
| 9       | 3       | 5    | Valdó Szücs             | Hungria            | 13.66 | Q,              |
| 11      | 3       | 8    | Masahiro Kagimoto       | Japão              | 13.68 | Q               |
| 12      | 3       | 1    | Ricardo Torres          | Porto Rico         | 13.71 | q, NJR          |
| 12      | 7       | 7    | Marvin Williams         | Jamaica            | 13.71 | Q               |
| 14      | 6       | 6    | Job Beintema            | Países Baixos      | 13.74 | Q               |
| 14      | 2       | 2    | Ivor Metcalf            | Austrália          | 13.74 | q,              |
| 16      | 7       | 1    | Francisco López         | Espanha            | 13.75 | Q               |
| 17      | 5       | 1    | Ruebin Walters          | Trinidad e Tobago  | 13.76 | Q               |
| 18      | 6       | 3    | Júlio César de Oliveira | Brasil             | 13.80 | Q               |
| 19      | 7       | 3    | Taioh Kanai             | Japão              | 13.81 | Q               |
| 20      | 1       | 4    | Matthew de Bruin        | Austrália          | 13.87 | Q               |
| 21      | 4       | 3    | Gabriel Constantino     | Brasil             | 13.88 | Q               |
| 22      | 4       | 8    | David Franco            | Venezuela          | 13.89 | Q               |
| 23      | 6       | 1    | Simone Poccia           | Itália             | 13.90 | q,              |
| 24      | 4       | 2    | Michael Nicholls        | Barbados           | 13.92 |                 |
| 25      | 5       | 6    | Kirk Lewis              | Bahamas            | 13.93 | Q               |
| 26      | 5       | 4    | Luca De Maestri         | Itália             | 13.98 |                 |
| 27      | 3       | 3    | Joshuán Berrios         | Colômbia           | 13.99 |                 |
| 28      | 7       | 5    | Chih-Hao Lin            | Taipé Chinesa      | 14.00 |                 |
| 29      | 5       | 2    | Khai Riley-Laborde      | Reino Unido        | 14.01 |                 |
| 29      | 1       | 1    | Xavier Coakley          | Bahamas            | 14.01 |                 |
| 31      | 1       | 3    | Maurus Meyer            | Suíça              | 14.02 |                 |
| 32      | 5       | 5    | Bashiru Abdullahi       | Nigéria            | 14.04 | NJR             |
| 32      | 7       | 6    | Dawid Žebrowski         | Polónia            | 14.04 |                 |
| 32      | 6       | 5    | Gerard Mateu Porras     | Espanha            | 14.04 |                 |
| 35      | 2       | 5    | Alain-Hervé Mfomkpa     | Suíça              | 14.09 |                 |
| 35      | 2       | 6    | Aleksey Kudryavtsev     | Rússia             | 14.09 |                 |
| 37      | 4       | 7    | Shih-Wei Huang          | Taipé Chinesa      | 14.10 |                 |
| 38      | 2       | 3    | Rapolas Saulius         | Lituânia           | 14.19 |                 |
| 39      | 1       | 6    | Adrian Boldeanu         | Roménia            | 14.20 | Recorde pessoal |
| 40      | 5       | 8    | David Sarancic          | Croácia            | 14.21 |                 |
| 40      | 3       | 7    | Arasy Akbar Witarsa     | Indonésia          | 14.21 |                 |
| 42      | 4       | 5    | Bohdan Chornomaz        | Ucrânia            | 14.26 |                 |
| 43      | 7       | 8    | Francisco López         | Chile              | 14.36 |                 |
| 44      | 1       | 2    | Mauricio Vázquez        | México             | 14.38 |                 |
| 45      | 7       | 4    | Kin-Lok Fung            | Hong Kong          | 14.43 |                 |
| 46      | 6       | 7    | Samir Akovali           | Turquia            | 14.51 | Recorde pessoal |
| 46      | 5       | 7    | Chewys Parra            | Porto Rico         | 14.51 |                 |
| 48      | 6       | 4    | Maksat Kandymov         | Ucrânia            | 14.53 |                 |
| 49      | 6       | 8    | Aaron Lewis             | Trinidad e Tobago  | 14.58 |                 |
| 50      | 3       | 4    | Yakubu Ibrahim          | Gana               | 14.61 | NJR             |
| 51      | 7       | 2    | Dongmin Shin            | Coreia do Sul      | 14.73 | NJR             |
| 52      | 4       | 6    | Jorge Burgos            | México             | 14.76 |                 |
| 53      | 2       | 4    | Namataiki Tevenino      | Polinésia Francesa | 15.08 |                 |
| 54      | 3       | 2    | Gastón Sayago           | Argentina          | 16.92 |                 |
| 55      | 1       | 7    | Abu Kamara              | Serra Leoa         | DNS   |                 |

### Semifinal
Qualificação: Os 2 primeiros de cada bateria (Q) e os 2 tempos mais rápidos (q). 
| Posição | Bateria | Raia | Atleta                  | Nacionalidade     | Tempo | Notas  |
| ------- | ------- | ---- | ----------------------- | ----------------- | ----- | ------ |
| 1       | 1       | 6    | Wilhem Belocian         | França            | 13.23 | Q      |
| 2       | 2       | 4    | David Omoregie          | Reino Unido       | 13.36 | Q      |
| 3       | 2       | 6    | Benjamin Sédécias       | França            | 13.45 | Q      |
| 3       | 3       | 5    | Tyler Mason             | Jamaica           | 13.45 | Q      |
| 5       | 3       | 8    | Welington Zaza          | Libéria           | 13.53 | Q, NJR |
| 6       | 2       | 3    | Francisco López         | Espanha           | 13.55 | q, NJR |
| 7       | 2       | 7    | Ruebin Walters          | Trinidad e Tobago | 13.61 | q      |
| 8       | 1       | 5    | Nick Anderson           | Estados Unidos    | 13.68 | Q      |
| 9       | 2       | 5    | Marvin Williams         | Jamaica           | 13.70 |        |
| 10      | 3       | 6    | Patrick Elger           | Alemanha          | 13.84 |        |
| 11      | 1       | 7    | Taioh Kanai             | Japão             | 13.85 |        |
| 12      | 1       | 3    | Roger Iribarne          | Cuba              | 13.87 |        |
| 13      | 2       | 8    | Júlio César de Oliveira | Brasil            | 13.91 |        |
| 14      | 1       | 8    | Gabriel Constantino     | Brasil            | 13.93 |        |
| 14      | 3       | 3    | Valdó Szücs             | Hungria           | 13.93 |        |
| 16      | 1       | 1    | Ivor Metcalf            | Austrália         | 13.94 |        |
| 17      | 1       | 2    | David Franco            | Venezuela         | 13.98 |        |
| 18      | 2       | 1    | Matthew de Bruin        | Austrália         | 13.99 |        |
| 19      | 3       | 4    | Theophile Viltz         | Estados Unidos    | 14.02 |        |
| 20      | 3       | 7    | Masahiro Kagimoto       | Japão             | 14.04 |        |
| 21      | 3       | 1    | Kirk Lewis              | Bahamas           | 14.05 |        |
| 22      | 1       | 4    | Job Beintema            | Países Baixos     | 14.10 |        |
| 23      | 2       | 2    | Simone Poccia           | Itália            | 14.15 |        |
| 24      | 3       | 2    | Ricardo Torres          | Porto Rico        | 14.34 |        |

### Final
A prova final foi realizada no dia 24 de julho às 19:35. 
| Posição           | Raia | Atleta            | Nacionalidade     | Tempo | Notas           |
| ----------------- | ---- | ----------------- | ----------------- | ----- | --------------- |
| Medalha de ouro   | 4    | Wilhem Belocian   | França            | 12.99 | WJR             |
| Medalha de prata  | 6    | Tyler Mason       | Jamaica           | 13.06 | AJM             |
| Medalha de bronze | 5    | David Omoregie    | Reino Unido       | 13.35 |                 |
| 4                 | 7    | Welington Zaza    | Libéria           | 13.38 | AJF             |
| 5                 | 3    | Benjamin Sédécias | França            | 13.47 |                 |
| 6                 | 2    | Ruebin Walters    | Trinidad e Tobago | 13.52 | Recorde pessoal |
| 7                 | 1    | Francisco López   | Espanha           | 13.55 | NJR             |
| 8                 | 8    | Nick Anderson     | Estados Unidos    | 13.93 |                 |

Legenda
| Recorde mundial       | Recorde mundial (World record)               |                       | Recorde africano                      | Recorde africano (African) |                                           | Q | Classificado por posição (Qualified) |
| Recorde do campeonato | Recorde do campeonato (Championship record)  | Recorde da América    | Recorde da América (Americas)         | q                          | Classificado por melhor tempo (Qualified) |   |                                      |
| Melhor marca do ano   | Melhor marca do ano (World leading)          | Recorde asiático      | Recorde asiático (Asian)              | DNS                        | Não largou (Did not start)                |   |                                      |
| Recorde nacional      | Recorde nacional (National record)           | Recorde europeu       | Recorde europeu (European)            | DNF                        | Não terminou (Did not finish)             |   |                                      |
| Recorde pessoal       | Recorde pessoal do atleta (Personal best)    | Recorde da Oceania    | Recorde da Oceania (Oceania)          | DSQ / DQ                   | Desclassificado (Disqualified)            |   |                                      |
| Recorde da temporada  | Recorde da temporada do atleta (Season best) | Recorde sul-americano | Recorde sul-americano (South America) | NM                         | Sem marca (No mark)                       |   |                                      |